# Leichtathletik-Europameisterschaften 2016/1500 m der Männer

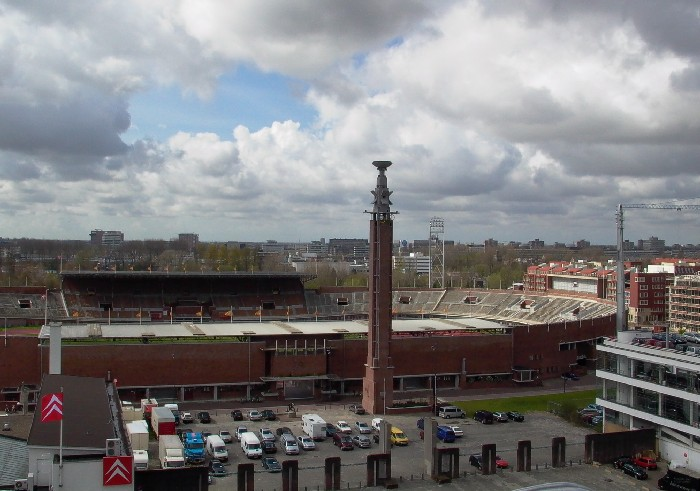
Das Olympiastadion in Amsterdam im Jahr 2005

Der 1500-Meter-Lauf der Männer bei den Leichtathletik-Europameisterschaften 2016 wurde am 7. und 9. Juli 2016 im Olympiastadion der niederländischen Hauptstadt Amsterdam ausgetragen.
In diesem Wettbewerb errang ein norwegisches Bruderpaar mit Gold und Bronze zwei Medaillen. Europameister wurde Filip Ingebrigtsen. Er gewann vor dem Spanier David Bustos. Bronze ging an den Europameister von 2012 und Vizeeuropameister von 2014 Henrik Ingebrigtsen.

## Bestehende Rekorde
| Weltrekord           | 3:26,00 min | Hicham El Guerrouj | Rom, Italien          | 14. Juli 1998  |
| Europarekord         | 3:28,81 min | Mohamed Farah      | Monaco                | 19. Juli 2013  |
| Meisterschaftsrekord | 3:35,27 min | Fermín Cacho       | EM Helsinki, Finnland | 9. August 1994 |

Der bestehende EM-Rekord wurde bei diesen Europameisterschaften in den ausnahmslos auf eine reine Spurtentscheidung ausgerichteten Rennen nicht erreicht. Die schnellste Zeit erzielte der später im Finale siebtplatzierte Brite Jake Wightman im dritten Vorlauf mit 3:39,32 min, womit er 4,05 s über dem Rekord blieb. Zum Europarekord fehlten ihm 10,51 s, zum Weltrekord 13,32 s.

## Legende
Kurze Übersicht zur Bedeutung der Symbolik – so üblicherweise auch in sonstigen Veröffentlichungen verwendet:
| DSQ | disqualifiziert                |
| IWR | Internationale Wettkampfregeln |
| TR  | Technische Regeln              |

## Vorrunde
Die Vorrunde wurde in drei Läufen durchgeführt. Die ersten drei Athleten pro Lauf – hellblau unterlegt – sowie die darüber hinaus drei zeitschnellsten Läufer – hellgrün unterlegt – qualifizierten sich für das Halbfinale. Außerdem wurde der Italiener Joao Bussotti Neves aus dem dritten Vorlauf nach Juryentscheid gemäß IWR 163, TR17.2.1 (Behinderung) zum Finale zugelassen.

### Vorlauf 1

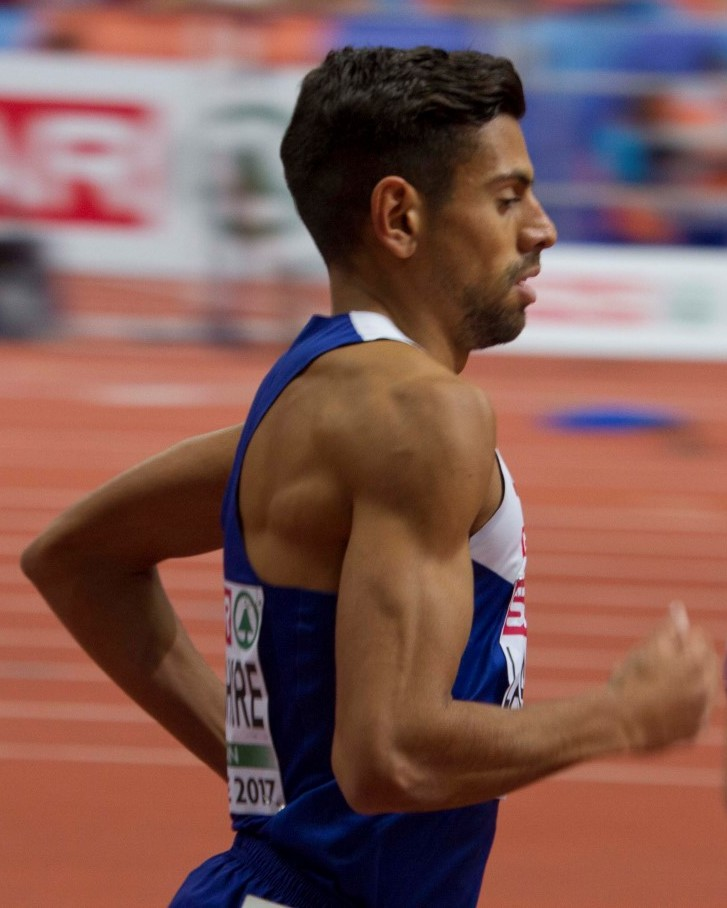
Tom Lancashire scheiterte als Fünfter seines Rennens im Vorlauf
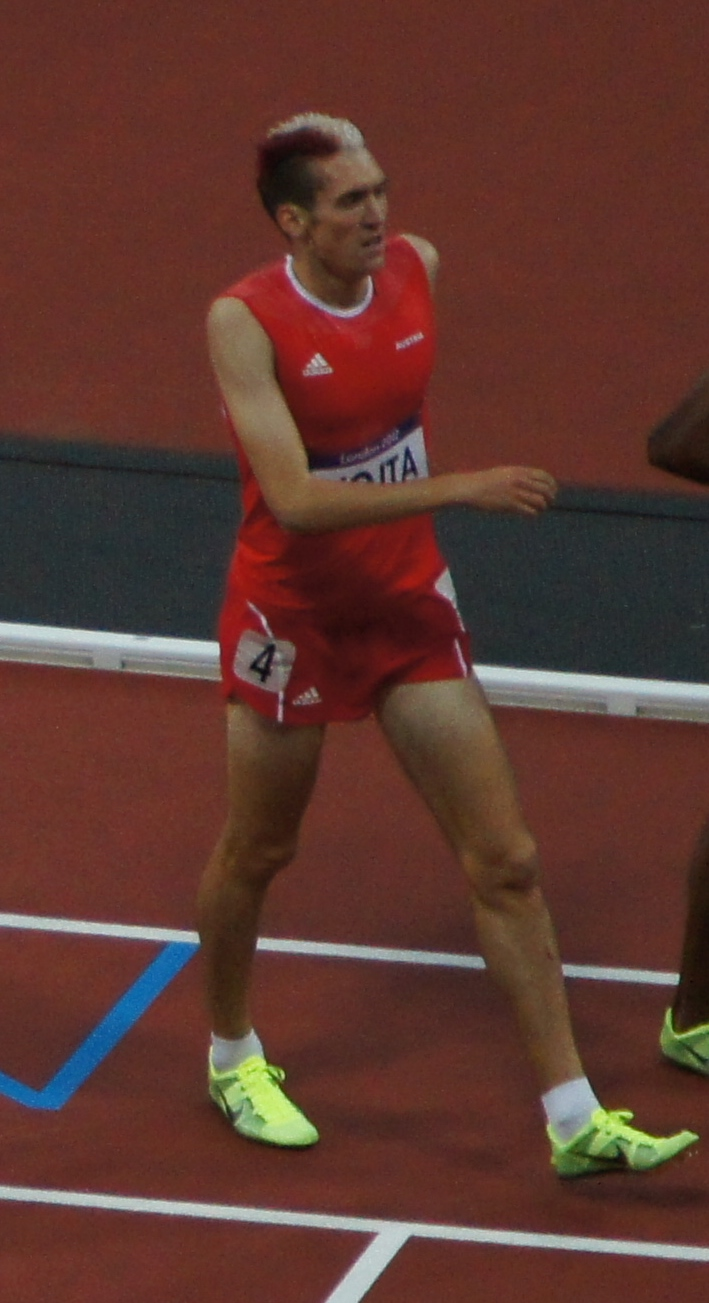
Andreas Vojtas elfter Platz in seinem Vorlauf reichte nicht zum Finaleinzug

7. Juli 2016, 18:20 Uhr
| Platz | Name               | Nation         | Zeit (min)                    |
| ----- | ------------------ | -------------- | ----------------------------- |
| 1     | Filip Ingebrigtsen | Norwegen       | 003:40,23                     |
| 2     | Homiyu Tesfaye     | Deutschland    | 003:40,40                     |
| 3     | David Bustos       | Spanien        | 003:40,64                     |
| 4     | Peter Callahan     | Belgien        | 003:41,75                     |
| 5     | Tom Lancashire     | Großbritannien | 003:42,08                     |
| 6     | Mohad Abdikadar    | Italien        | 003:42,91                     |
| 7     | Petr Vitner        | Tschechien     | 003:43,22                     |
| 8     | Bryan Cantero      | Frankreich     | 003:43,65                     |
| 9     | Tamás Kazi         | Ungarn         | 003:44,64                     |
| 10    | Eoin Everard       | Irland         | 003:45,46                     |
| 11    | Andreas Vojta      | Österreich     | 003:46,32                     |
| DSQ   | Johan Rogestedt    | Schweden       | IWR 163, TR17.2 – Behinderung |

### Vorlauf 2
7. Juli 2016, 18:27 Uhr
| Platz | Name                | Nation         | Zeit (min)                    |
| ----- | ------------------- | -------------- | ----------------------------- |
| 1     | Ismael Debjani      | Belgien        | 003:42,62                     |
| 2     | Morhad Amdouni      | Frankreich     | 003:42,64                     |
| 3     | Lee Emanuel         | Großbritannien | 003:42,92                     |
| 4     | Snorre Holtan Løken | Norwegen       | 003:42,97                     |
| 5     | Marc Alcalá         | Spanien        | 003:43,43                     |
| 6     | Dmitrijs Jurkevičs  | Lettland       | 003:43,44                     |
| 7     | Jonas Leanderson    | Schweden       | 003:44,09                     |
| 8     | Benjamin Kovács     | Ungarn         | 003:45,16                     |
| 9     | Marco Pettenazzo    | Italien        | 003:45,65                     |
| 10    | Andreas Bueno       | Dänemark       | 003:46,44                     |
| 11    | Hélio Gomes         | Portugal       | 003:46,66                     |
| 12    | Harvey Dixon        | Gibraltar      | 003:51,82                     |
| DSQ   | Jakub Holuša        | Tschechien     | IWR 163, TR17.2 – Behinderung |

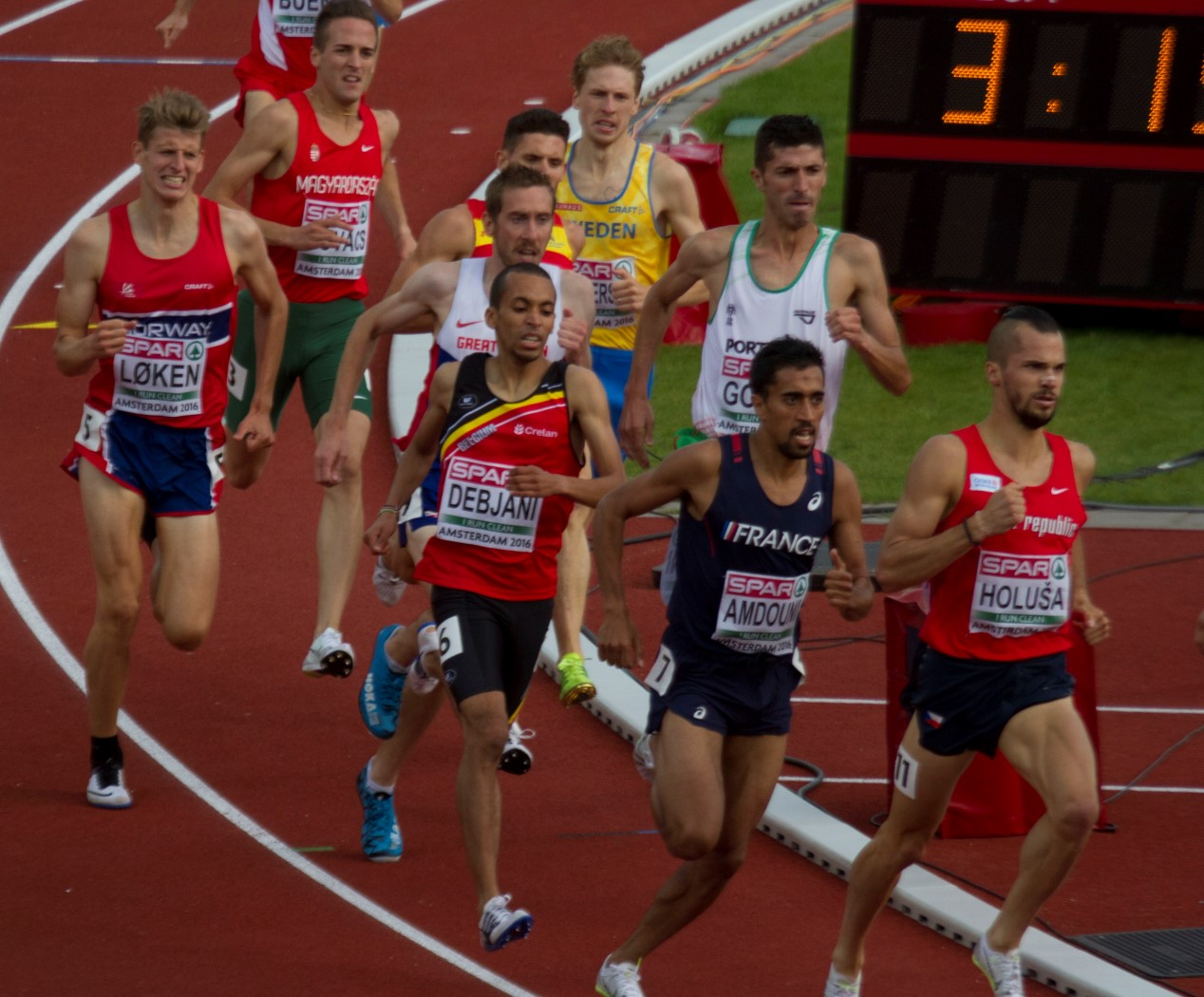
Vorlauf zwei, letzte Runde

Im zweiten Halbfinale ausgeschiedene Läufer:

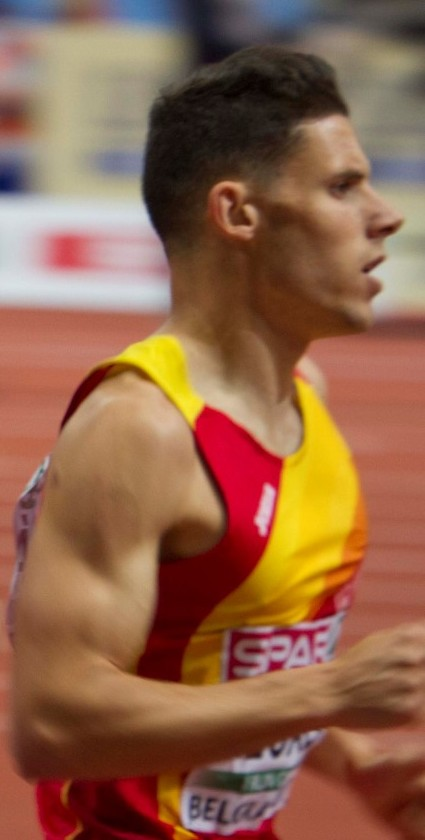
Marc Alcalá – Rang fünf
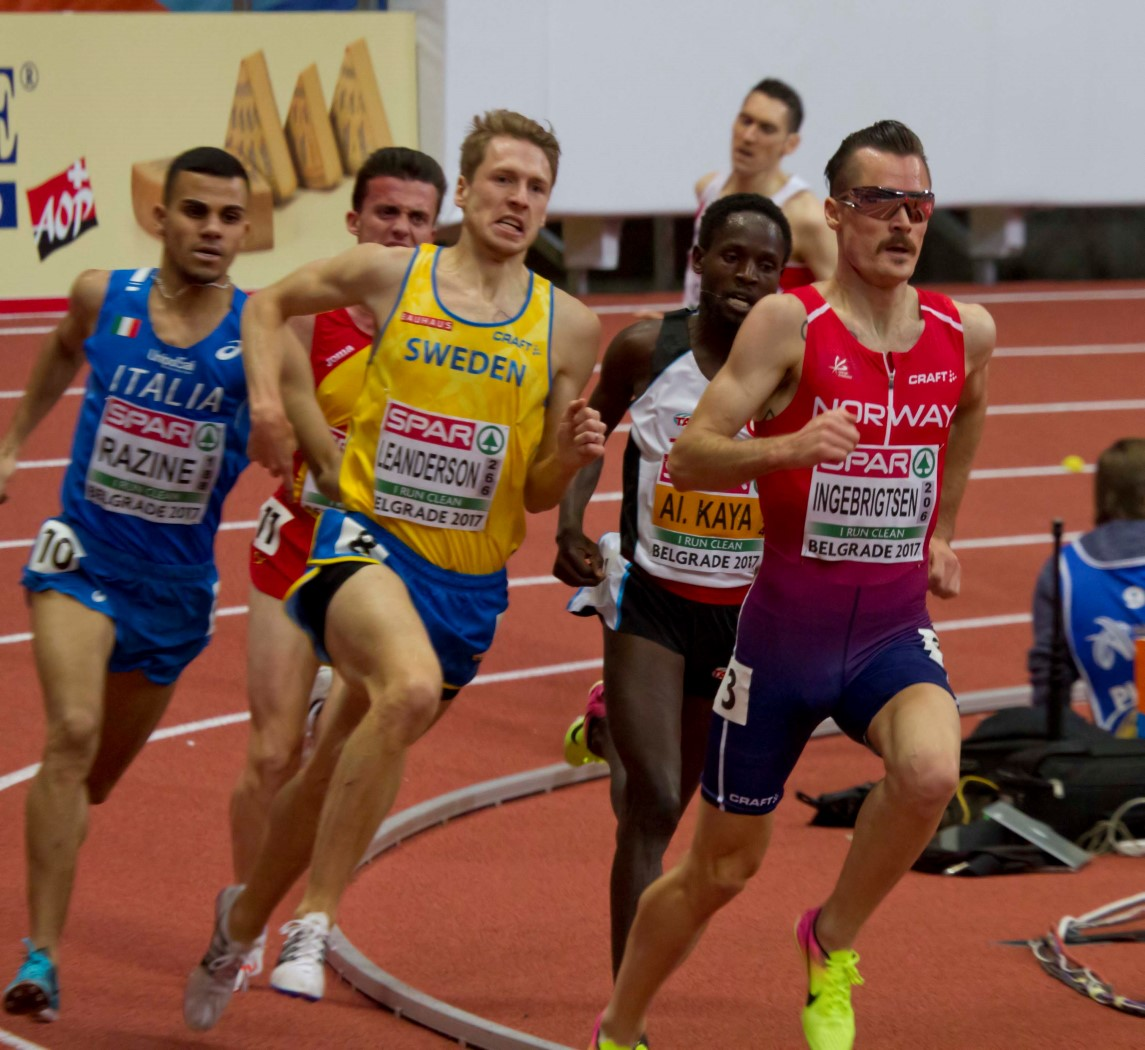
Jonas Leanderson (gelbes Trikot) – Rang sechs
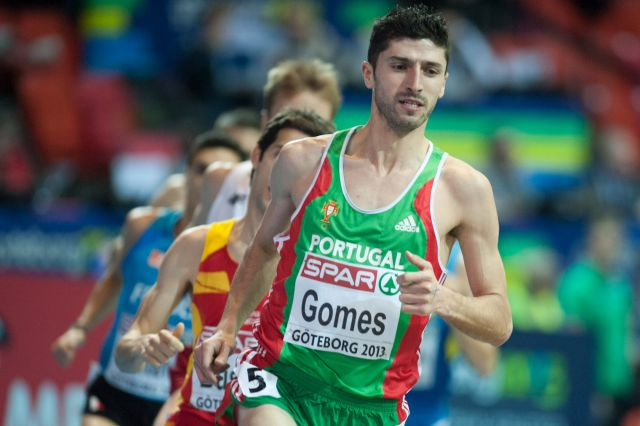
Hélio Gomes – Rang elf
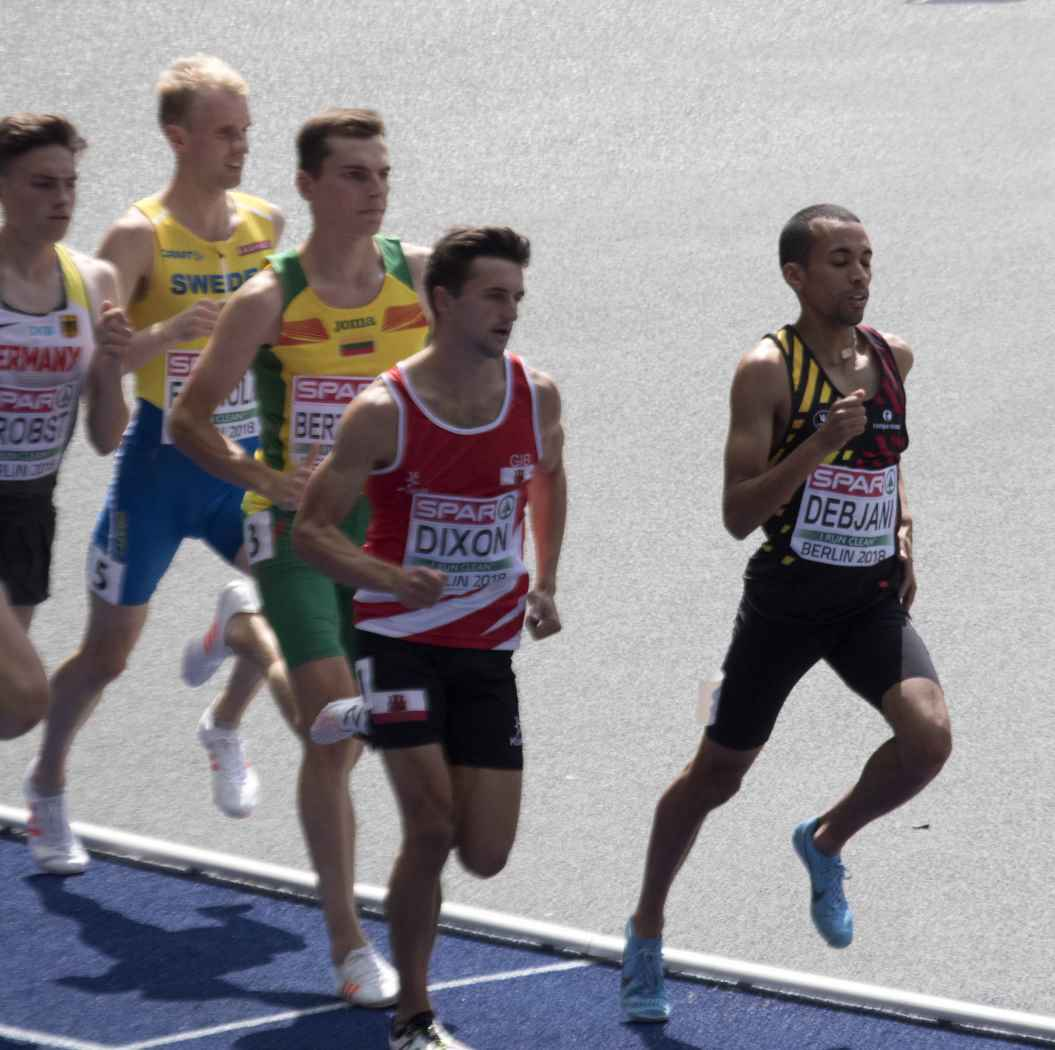
Harvey Dixon (rotes Trikot) – Rang zwölf
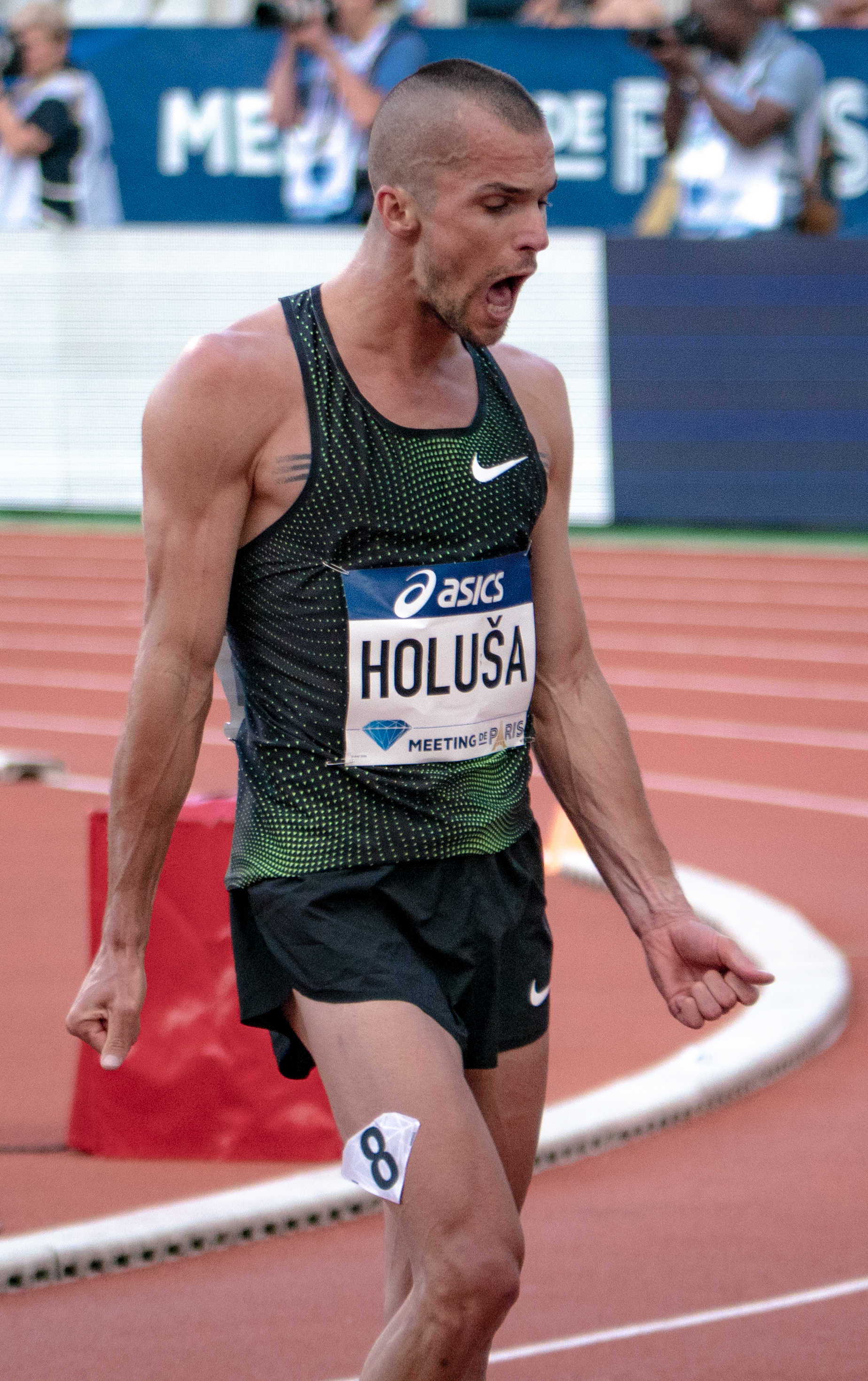
Jakub Holuša – wegen Behinderung disqualifiziert

### Vorlauf 3

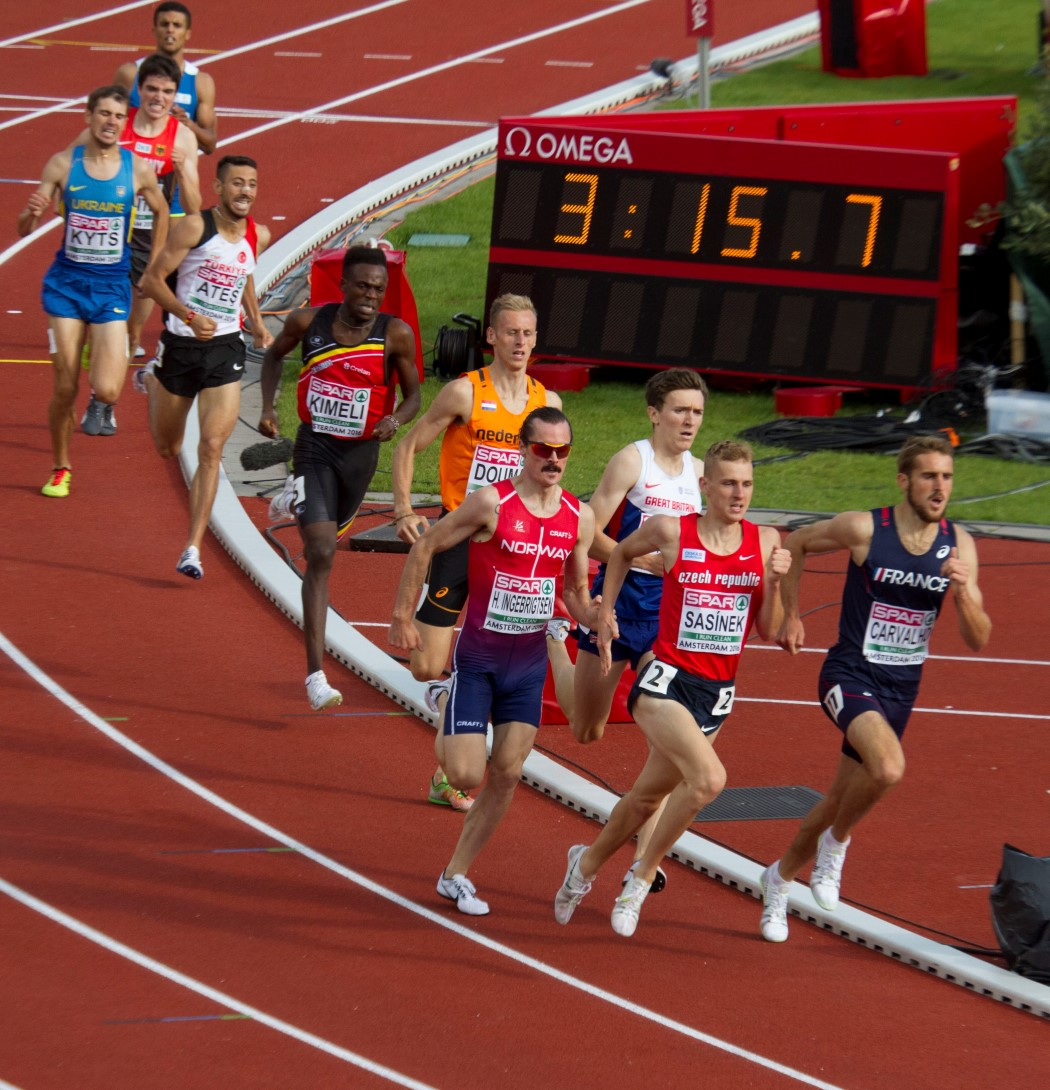
Die Läufer im dritten Vorlauf eingangs der letzten Runde
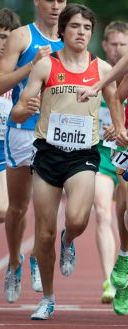
Timo Benitz wurde Siebter seines Vorlaufs und schied damit aus
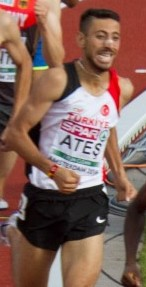
Levent Ateş erreichte als Achter des dritten Vorlaufs nicht das Finale

7. Juli 2016, 18:34 Uhr
| Platz | Name                | Nation         | Zeit (min)                                                                       |
| ----- | ------------------- | -------------- | -------------------------------------------------------------------------------- |
| 1     | Jake Wightman       | Großbritannien | 3:39,32                                                                          |
| 2     | Henrik Ingebrigtsen | Norwegen       | 3:39,66                                                                          |
| 3     | Florian Carvalho    | Frankreich     | 3:39,73                                                                          |
| 4     | Filip Sasínek       | Tschechien     | 3:39,77                                                                          |
| 5     | Richard Douma       | Niederlande    | 3:39,80                                                                          |
| 6     | Isaac Kimeli        | Belgien        | 3:41,25                                                                          |
| 7     | Timo Benitz         | Deutschland    | 3:42,40                                                                          |
| 8     | Levent Ateş         | Türkei         | 3:43,25                                                                          |
| 9     | Wolodymyr Kyz       | Ukraine        | 3:43,58                                                                          |
| 10    | Amine Khadiri       | Zypern         | 3:44,61                                                                          |
| 11    | Joao Bussotti       | Italien        | 3:50,58 nach Juryentscheid im Finale dabei gemäß IWR 163, TR17.2.1 (Behinderung) |
| 12    | Llorenç Sales       | Spanien        | 3:51,49                                                                          |

## Finale

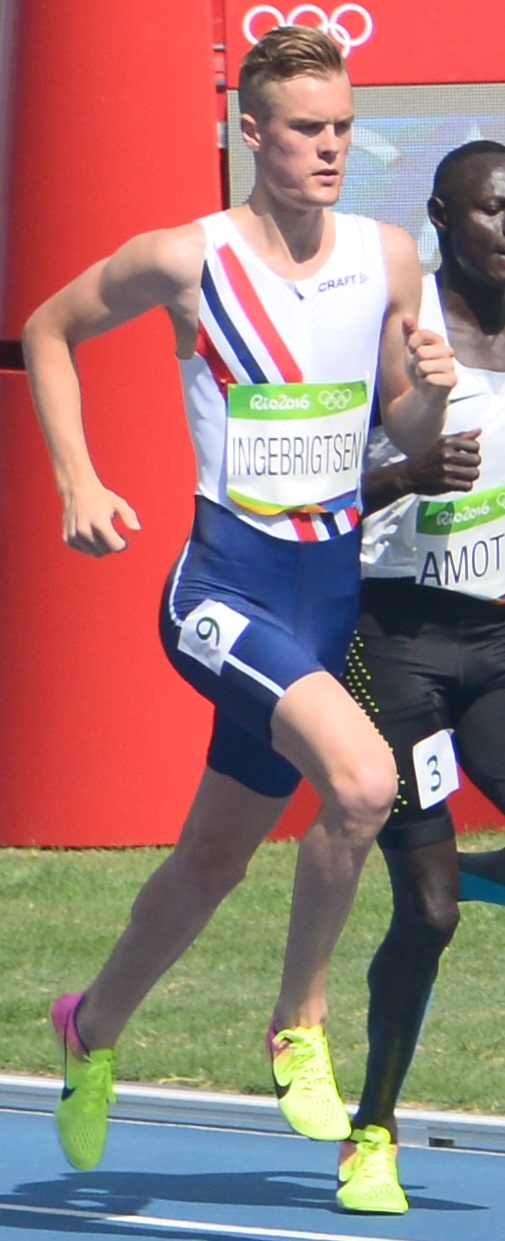
Europameister Filip Ingebrigtsen

9. Juli 2016, 21:50 Uhr
| Platz | Name                | Nation         | Zeit (min) |
| ----- | ------------------- | -------------- | ---------- |
| 1     | Filip Ingebrigtsen  | Norwegen       | 3:46,65    |
| 2     | David Bustos        | Spanien        | 3:46,90    |
| 3     | Henrik Ingebrigtsen | Norwegen       | 3:47,18    |
| 4     | Richard Douma       | Niederlande    | 3:47,32    |
| 5     | Florian Carvalho    | Frankreich     | 3:47,32    |
| 6     | Lee Emanuel         | Großbritannien | 3:47,57    |
| 7     | Jake Wightman       | Großbritannien | 3:47,68    |
| 8     | Filip Sasínek       | Tschechien     | 3:47,76    |
| 9     | Isaac Kimeli        | Belgien        | 3:47,92    |
| 10    | Homiyu Tesfaye      | Deutschland    | 3:47,93    |
| 11    | Ismael Debjani      | Belgien        | 3:49,12    |
| 12    | Joao Bussotti       | Italien        | 3:50,43    |
| 13    | Morhad Amdouni      | Frankreich     | 3:51,61    |

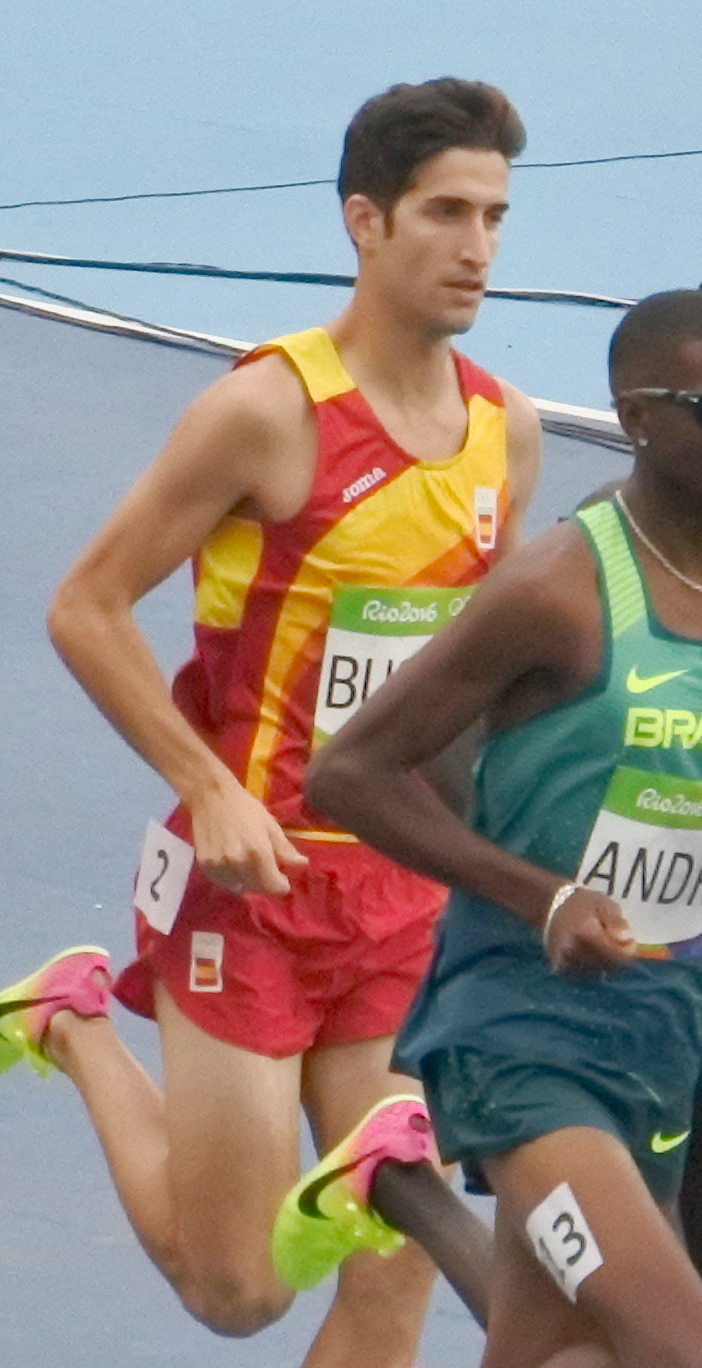
Vizeeuropameister David Bustos
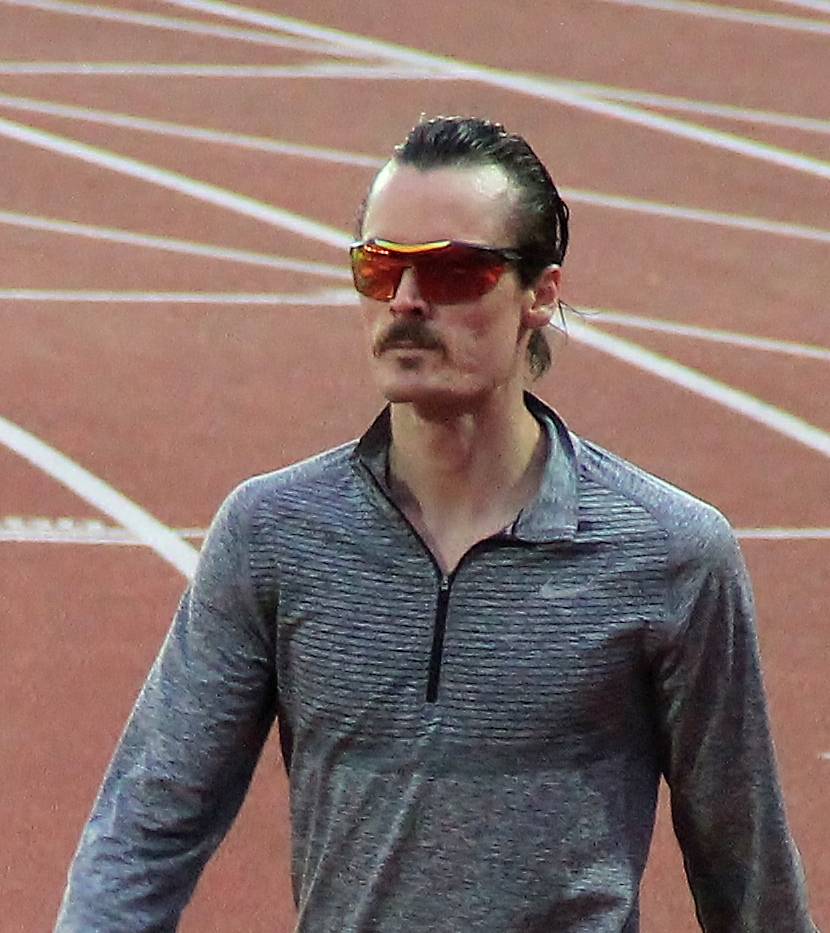
Bronzemedaillengewinner Henrik Ingebrigtsen
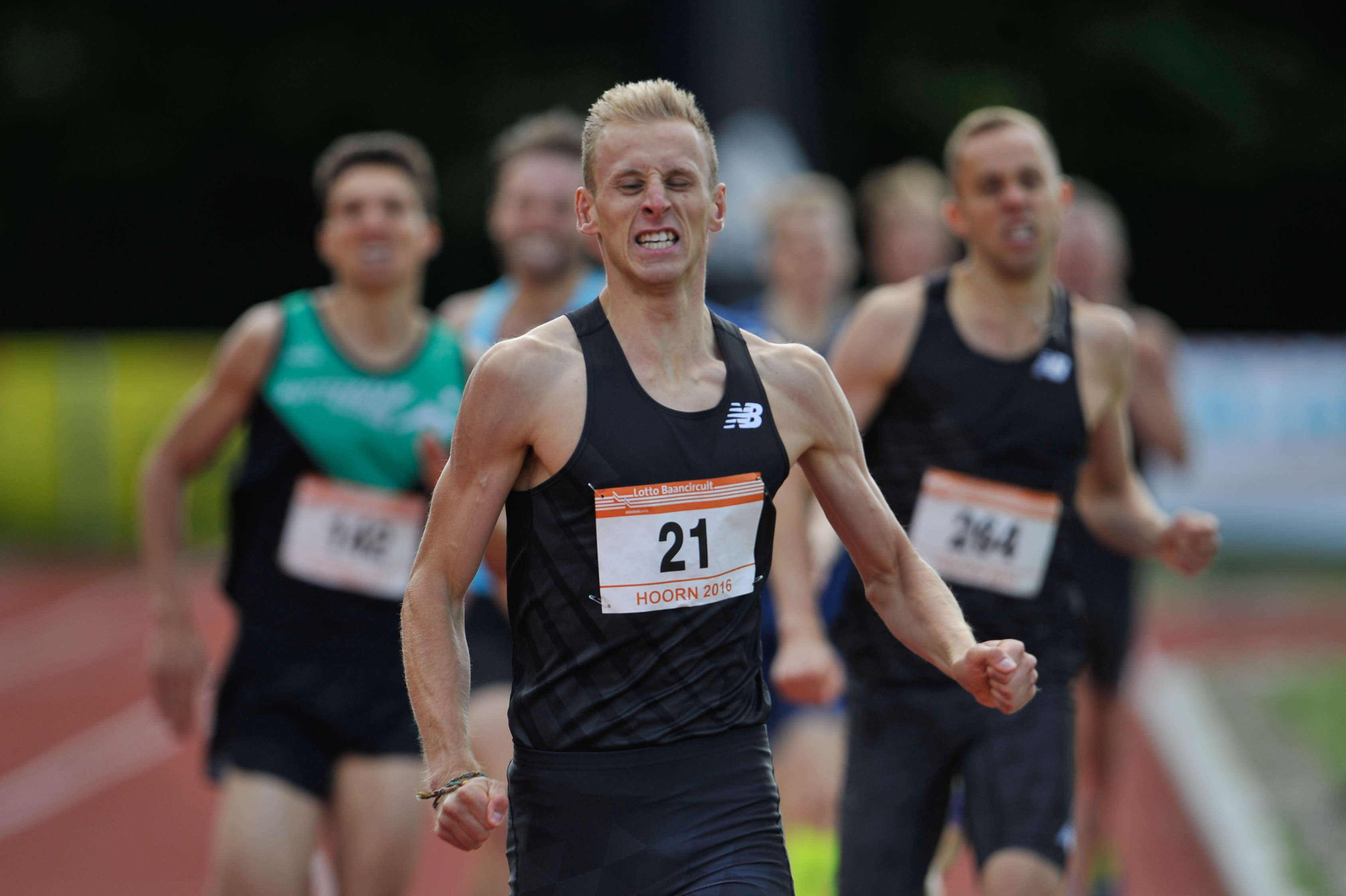
Richard Douma belegte Rang vier
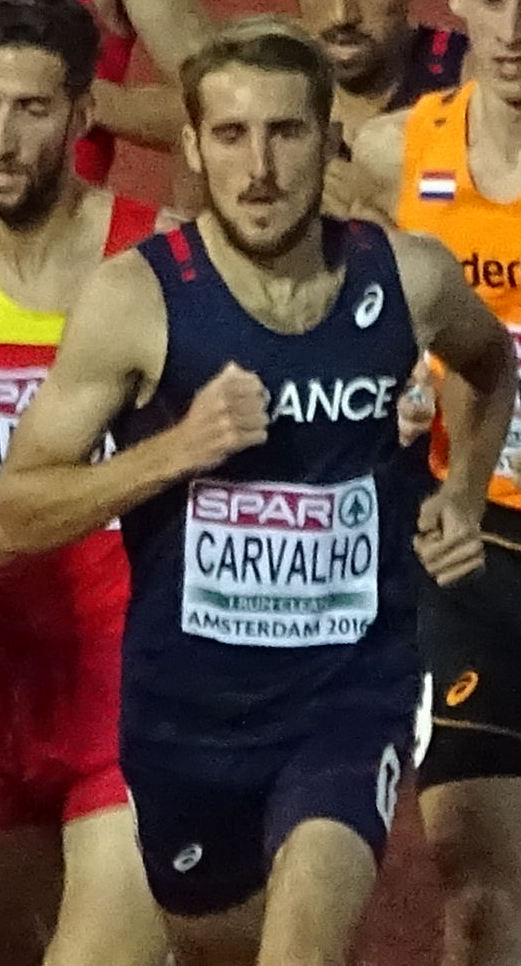
Florian Carvalho wurde Fünfter

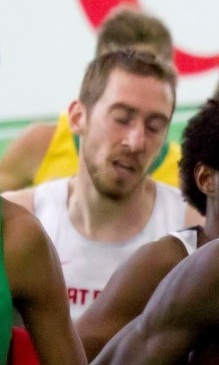
Lee Emanuel erreichte Platz sechs
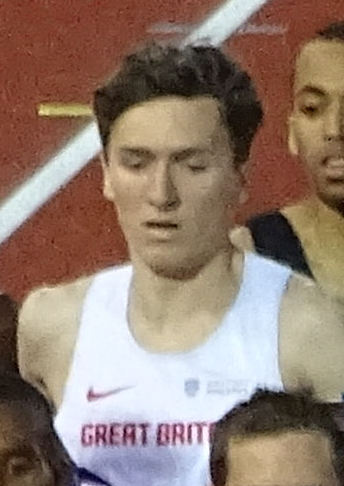
Jake Wightman kam auf den siebten Platz
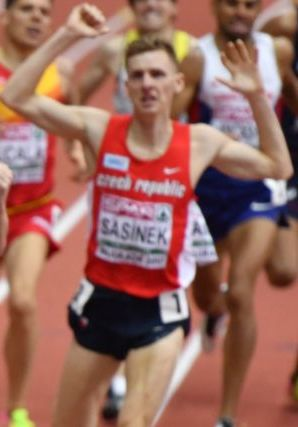
Der achtplatzierte Filip Sasínek
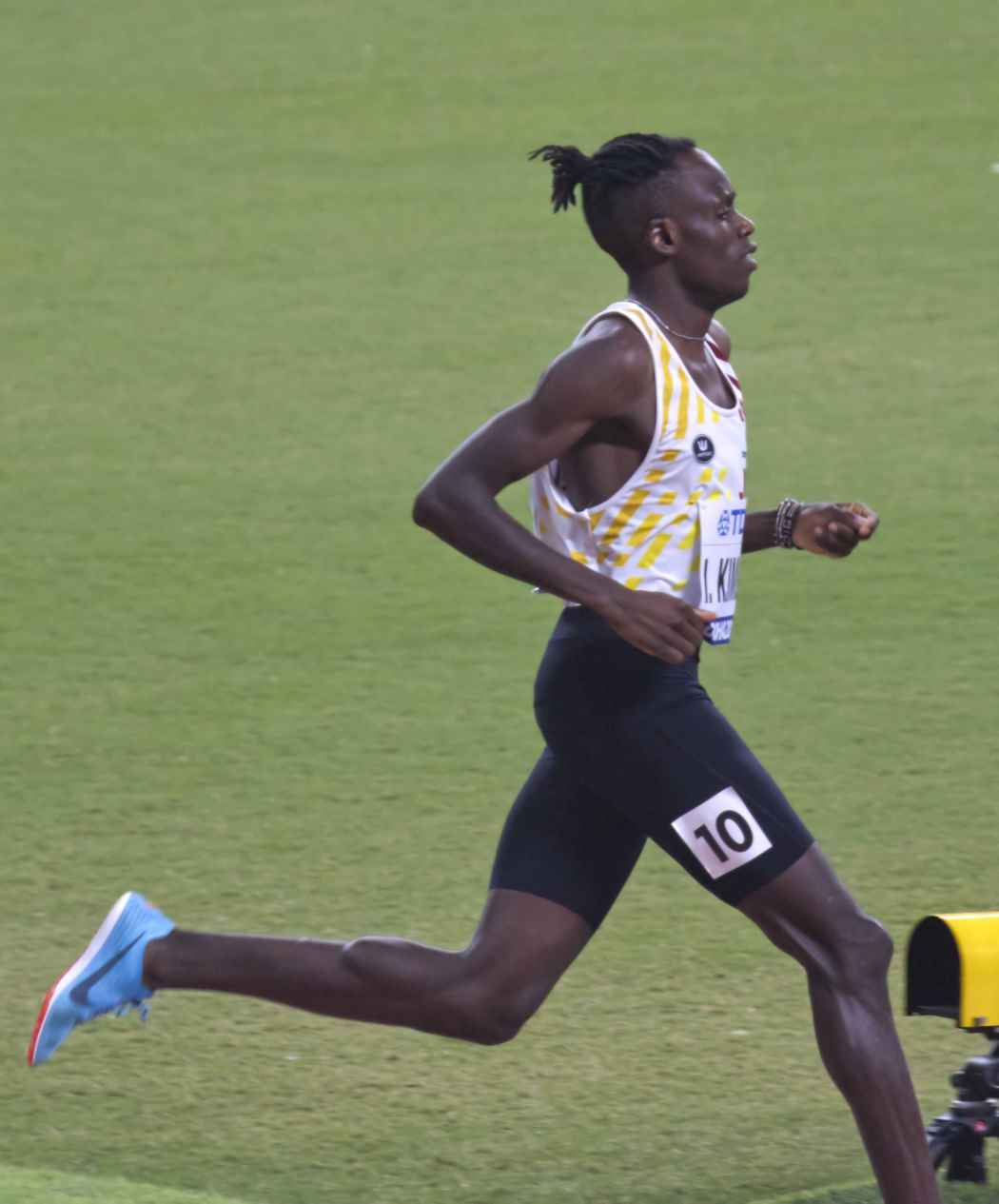
Rang neun für Isaac Kimeli

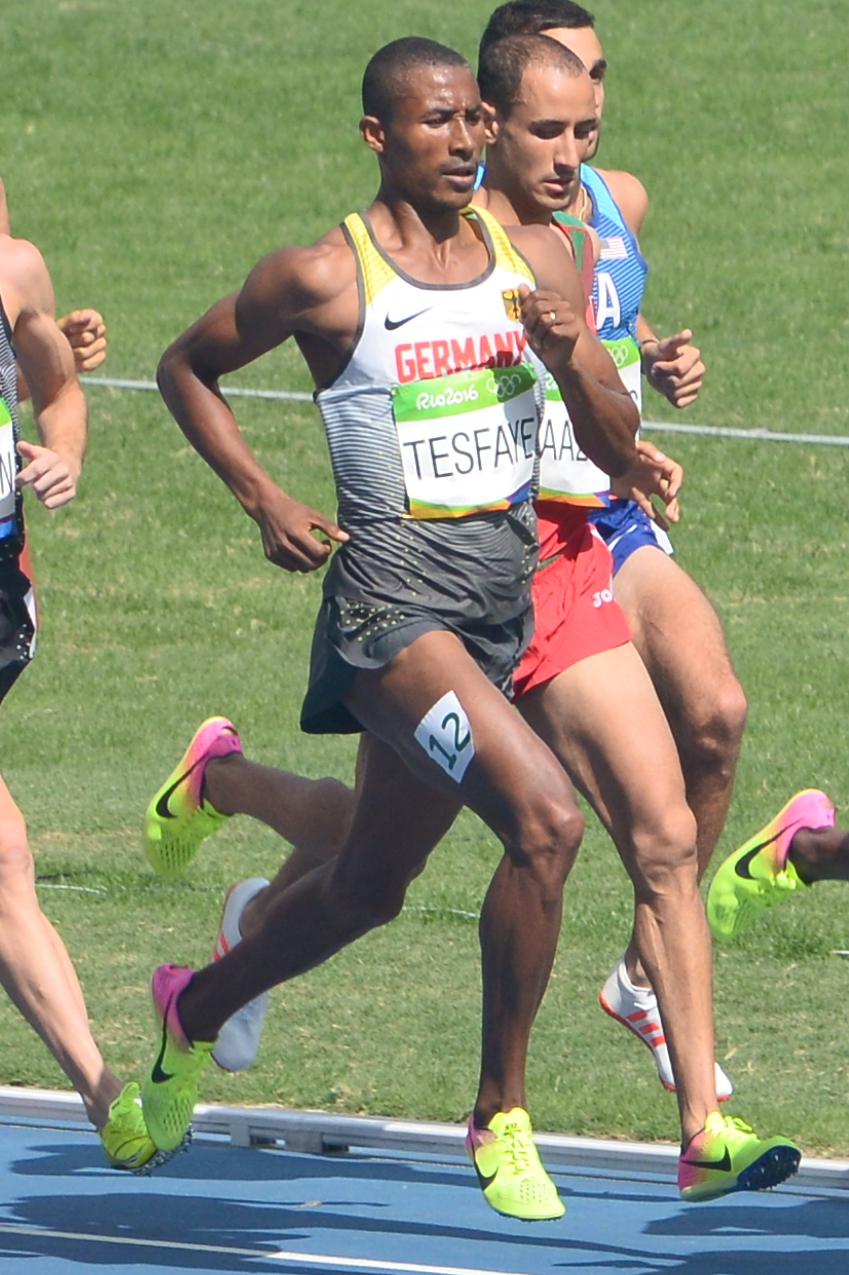
Homiyu Tesfaye – Rang zehn
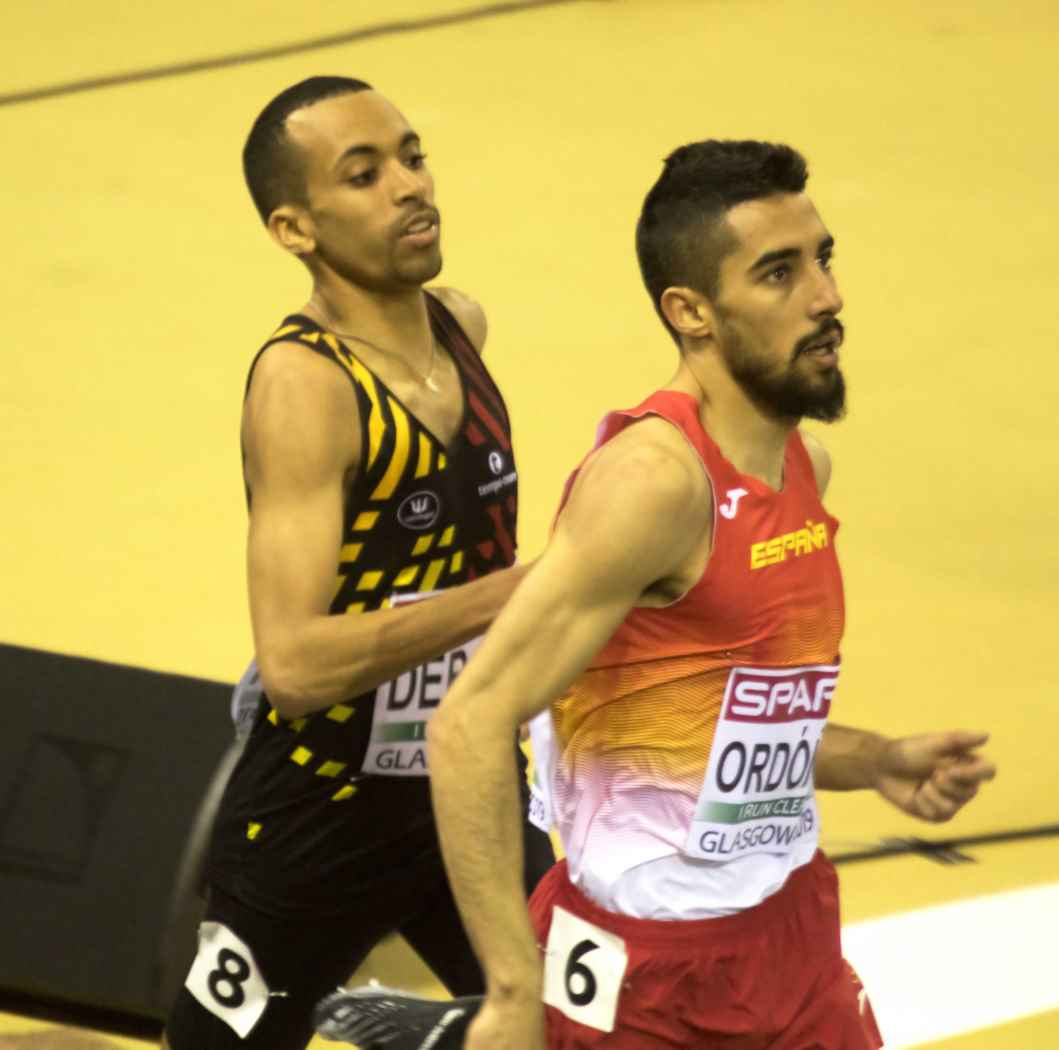
Ismael Debjani (links) – Rang elf
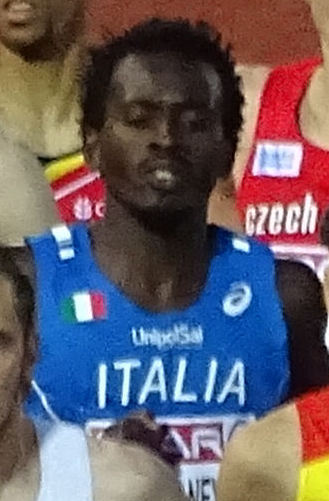
Joao Bussotti Neves – Rang zwölf
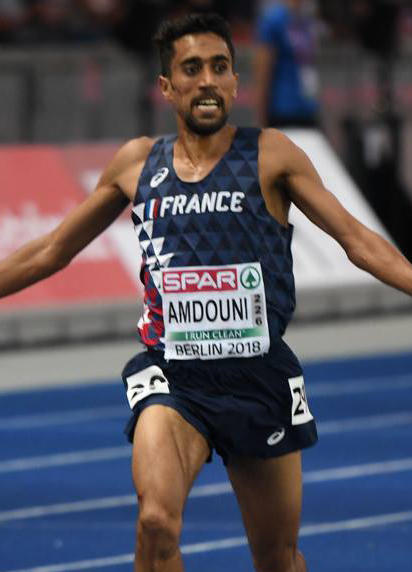
Morhad Amdouni (links) – Rang dreizehn

## Videolink
- 1500m Men's Final - European Athletics Championships 2016, youtube.com, abgerufen am 24. Februar 2020